# Royal Military Canal
Royal Military Canal är en kanal i Storbritannien.   Den ligger i grevskapet Kent och riksdelen England, i den sydöstra delen av landet, 100 km sydost om huvudstaden London.